# Aphyosemion ahli
Aphyosemion ahli е вид лъчеперка от семейство Nothobranchiidae. Видът е незастрашен от изчезване.

## Разпространение
Разпространен е в Екваториална Гвинея и Камерун.

## Описание
На дължина достигат до 6 cm.